# هزارنام

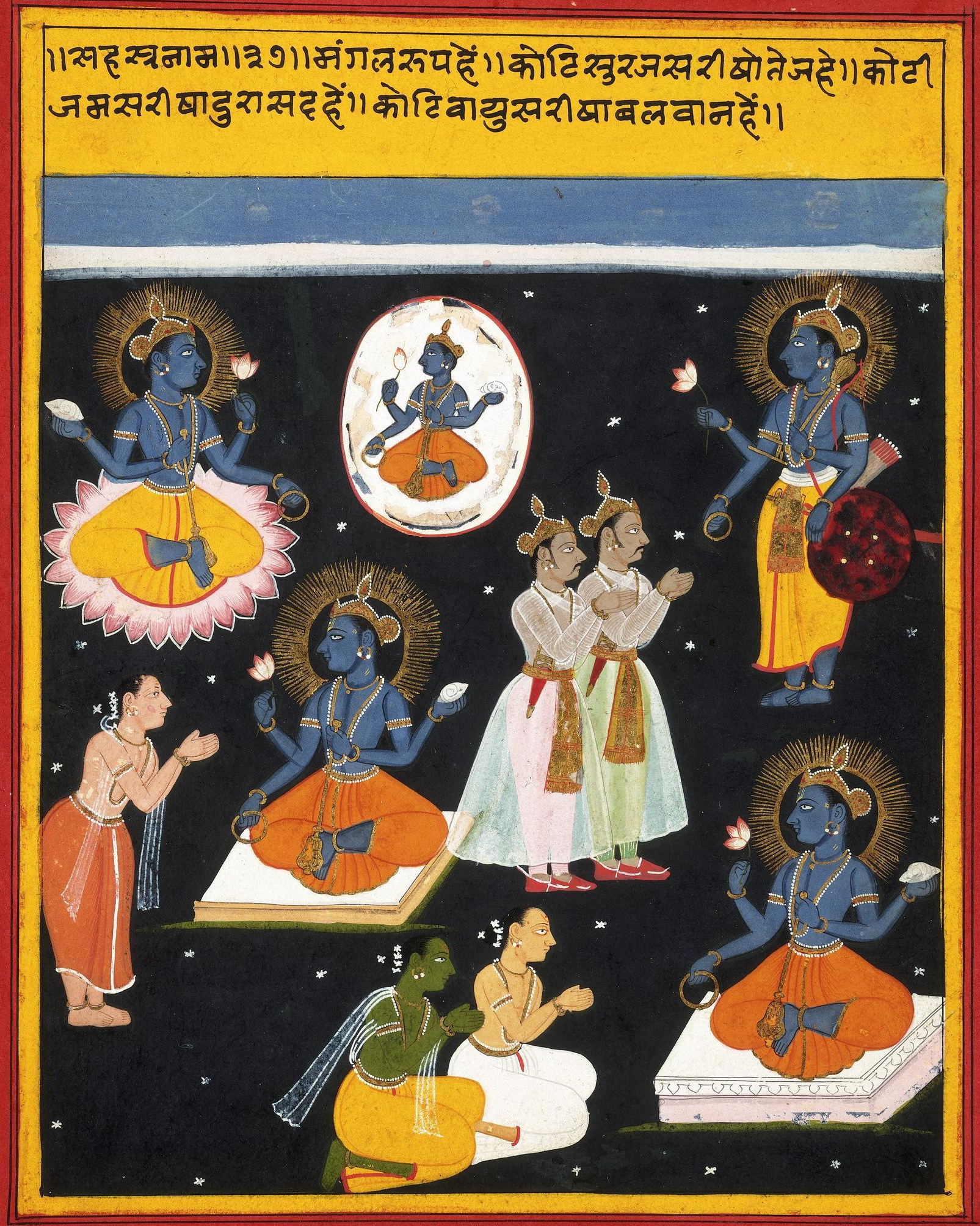
هزارنام

هزارنام (سانسکریت: सहस्रनाम، sahasranāma) گونه‌ای از متون در آیین هندو که در آن‌ها ایزدان با هزار نام گوناگون مورد خطاب قرار می‌گیرند. هزارنام‌ها به دسته سوتراها و سروده‌های ستایشی تعلق دارند.
هزارنام‌ها گونه‌ای راهنما و دانشنامه برای دانستن صفات هر یک از ایزدهای هندو است. سوتراهای کوتاه‌تر دیگری نیز برای بیان صفات ایزدان وجود دارد که ۱۰۸ نام را شامل شده و «صدوهشت‌نامه» (ashtottara-shata-nāma) نامیده می‌شوند.
مهم‌ترین هزارنام‌ها عبارتند از:
- هزارنام ویشنو که در مهاباراتا درج شده‌است.
- هزارنام شیوا که هشت نسخه گوناگون دارد. معروف‌ترین نسخه آن در کتاب ۱۳ مهابارتا آمده است.
- هزارنام لالیتا که بخشی از لالیتوپاکیانه است. لالیتوپاکیانه یکی از بخش‌های غیراصیل افزوده به برهمانده پورانه است.